# Walter Rotman
Pour les articles homonymes, voir Rotman.
Walter Rotman (Saint-Louis, États-Unis, 24 août 1922 - Brookline, États-Unis, 19 mai 2007) est un physicien américain spécialisé en électromagnétisme. Il a inventé la lentille de Rotman qui est couramment utilisée dans les systèmes radars utilisant le balayage électronique.

## Biographie
Walter Rotman est né le 24 août 1922 à Saint-Louis, dans l'État américain du Missouri. À l'âge de 20 ans, il fait son service militaire au sein de l'Army Air Force Signal Corps, où il travaille sur les équipements radar de 1942 à 1945. À la fin de la Seconde Guerre Mondiale, il rejoint le Massachusetts Institute of Technology où il poursuit des études en génie électrique et où il obtient les diplômes de BSc et MSc, en 1947 et 1948 respectivement. Lorsqu'il est au Massachusetts Institute of Technology, il travaille comme chercheur assistant dans le laboratoire de recherche en électronique. Il rejoint ensuite en 1948 le laboratoire de recherche Air Force Cambridge Research Laboratories (AFCRL) où il travaillera jusqu'à sa retraite en 1990. Il occupe plusieurs postes au sein de ce laboratoire de recherche et devient directeur de la Branche Plasma Électromagnétique. Il sera à l'origine de plusieurs inventions dans le domaine des antennes, dont la lentille qui porte son nom, la Lentille de Rotman, et qui est couramment utilisée dans les systèmes radars. Il étudie également les propriétés électromagnétiques des structures diélectriques à motif périodique, qui seront plus tard appelées les métamatériaux. 
Il reçoit en 1984 la médaille du Centenaire IEEE et en 2005 le prix John Kraus pour son travail remarquable dans le domaine des antennes.
Il décède le 19 mai 2007, à l'âge de 84 ans, à Brookline, dans l'État américain du Massachusetts.

## Œuvres
- Walter Rotman, Multiple Beam Radar Antenna System, US Patent 3.170.158